# ФК Стандард Лијеж
ФК Стандард Лијеж (Standard Liège) је белгијски фудбалски клуб из Лијежа. Он је један од најуспешнијих клубова у Белгији, укупно је освојио 10 титула шампиона, 8 титула белгијског купа и у сезони 1981/82. стигао је до финала Купа победника купова где је поражен 2-1 од Барселоне.

## Успеси

### Национални
- Белгијска прва лига
  - Победник (10) :  1957/58, 1960/61, 1962/63, 1968/69, 1969/70, 1970/71, 1981/82, 1982/83, 2007/08, 2008/09.
  - Други (13) :  1925/26, 1927/28, 1935/36, 1961/62, 1964/65, 1972/73, 1979/80, 1992/93, 1994/95, 2005/06, 2010/11, 2013/14, 2017/18.
- Куп Белгије
  - Победник (8) :  1954, 1966, 1967, 1981, 1993, 2011, 2016, 2018.
  - Финалиста (10) :  1965, 1972, 1973, 1984, 1988, 1989, 1999, 2000, 2007, 2021.
- Белгијски лига куп
  - Победник (1) :  1975.
- Суперкуп Белгије
  - Победник (4) :  1981, 1983, 2008, 2009.
  - Финалиста (5) :  1993, 1982, 2011, 2016, 2018.

### Међународни
- Куп победника купова
  - Финалиста (1) :  1981/82.

## Састав
Од 31. августа 2009.
| Бр. |                             | Позиција | Играч                  |
| --- | --------------------------- | -------- | ---------------------- |
| 1   | Белгија                     | Г        | Кристоф Ван Хаут       |
| 2   | Белгија                     | О        | Режинал Горе           |
| 3   | Белгија                     | О        | Фазли Коджабаш         |
| 4   | Бразил                      | О        | Алекс Морајеш          |
| 6   | Француска                   | С        | Седрик Коле            |
| 7   | Француска                   | С        | Вилфрид Далма          |
| 8   | Белгија                     | С        | Стивен Дефур (капитен) |
| 9   | Демократска Република Конго | Н        | Дијемерси Мбокани      |
| 10  | Белгија                     | Н        | Игор де Камарго        |
| 11  | Белгија                     | С        | Грегори Дуфер          |
| 14  | Белгија                     | О        | Ландри Мулемо          |
| 15  | Хрватска                    | О        | Томислав Микулић       |
| 16  | Белгија                     | Г        | Антони Морис           |
| 17  | Бразил                      | О        | Маркос Камозато        |

| Бр. |                 | Позиција | Играч                  |
| --- | --------------- | -------- | ---------------------- |
| 19  | Сенегал         | О        | Мохамед Сар            |
| 20  | Обала Слоноваче | Н        | Муса Траоре            |
| 21  | Португалија     | С        | Тијаго Роналдо         |
| 22  | Француска       | С        | Елјаким Мангала        |
| 23  | Србија          | Н        | Милан Јовановић        |
| 25  | Бразил          | О        | Фелипе                 |
| 27  | Белгија         | С        | Амор Анђели            |
| 28  | Белгија         | С        | Аксел Витсел           |
| 29  | Обала Слоноваче | Н        | Сиријак                |
| 30  | Белгија         | С        | Хирач Јаган            |
| 33  | Белгија         | С        | Мехди Карсела-Гонзалез |
| 38  | Белгија         | Г        | Синан Болат            |
|     | Египат          | Н        | Емад Мотаеб            |

## Статистика играча

#### Највише наступа
| # | Играч            | Каријера у Стандарду | Наступа |
| - | ---------------- | -------------------- | ------- |
| 1 | Гај Хелерс       | 1983-2000            | 474     |
| 2 | Жилберт Бодарт   | 1981-1996, 1997-1998 | 469     |
| 3 | Гај Вандерсмисен | 1978-1991            | 465     |
| 4 | Леон Семелинг    | 1959-1974            | 449     |

#### Највише голова
| # | Играч          | Каријера у Стандарду | Голова (Ута.) |
| - | -------------- | -------------------- | ------------- |
| 1 | Жан Капел      | 1929-1944            | 245 (285)     |
| 2 | Роџер Клајесен | 1956-1968            | 161 (229)     |
| 3 | Маурис Гилис   | 1919-1935            | 124 (275)     |

## Награде навијача

### Најбољи играч сезоне (од 1997/98)
Најбољи Стандардов играч сезоне (гласа се након сваког меча на званичном сајту клуба)
| Season  | 1                    | 2                | 3                 |
| ------- | -------------------- | ---------------- | ----------------- |
| 1997/98 | Бјорн ван дер Доелен | -                | -                 |
| 1998/99 | Ведран Руње          | Антонио Фолха    | Емил Мпенза       |
| 1999/00 | Бернд Тијс           | Мајкл Госен      | Ведран Руње       |
| 2000/01 | Ведран Руње          | Ивица Морнар     | Роберт Просинечки |
| 2001/02 | Алмами Мореира       | Мајкл Госен      | Харолд Мејсен     |
| 2002/03 | Фредрик Содерстром   | Алмами Мореира   | Оле Мартин Арст   |
| 2003/04 | Емил Мпенза          | Алмами Мореира   | Џонатан Валасијак |
| 2004/05 | Серђио Консеикао     | Ведран Руње      | Огучи Онјеву      |
| 2005/06 | Меме Тчите           | Серђио Консеикао | Алмами Мореира    |
| 2006/07 | Стивен Дефур         | Милан Јовановић  | Серђио Консеикао  |
| 2007/08 | Диемерси Мбокани     | Милан Јовановић  | Стивен Дефур      |

### Трофеј Шарлакен УГХ (од 2000/01)
Најбољи Стандардов играч биран од навијачког клуба Les Rouches des Flandres у сарадњи са званичним сајтом
| Season  | 1                |
| ------- | ---------------- |
| 2000/01 | Ведран Руње      |
| 2001/02 | Алмами Мореира   |
| 2002/03 | Алмами Мореира   |
| 2003/04 | Емил Мпенза      |
| 2004/05 | Серђио Консеикао |
| 2005/06 | Огучи Онјеву     |
| 2006/07 | Стивен Дефур     |
| 2007/08 | Стивен Дефур     |

## Збирни европски резултати
Стање децембар 2008.
| Такмичење                | ИГ. | Д  | Н  | ИЗ. | ГД  | ГП  |
| ------------------------ | --- | -- | -- | --- | --- | --- |
| Лига шампиона            | 44  | 25 | 3  | 16  | 75  | 52  |
| УЕФА куп                 | 70  | 30 | 18 | 22  | 99  | 88  |
| Куп победника купова     | 36  | 19 | 5  | 12  | 68  | 49  |
| Интертото куп            | 20  | 8  | 10 | 2   | 25  | 16  |
| I. Укупно УЕФА такмичења | 170 | 82 | 36 | 52  | 267 | 205 |